# 田守三郎兵衛
田守 三郎兵衛（たもり さぶろうべえ、前名・龜三郎、1873年（明治6年）3月28日 - 没年不明）は、日本の銀行家。富田林銀行取締役。族籍は大阪府平民。

## 人物
大阪府人・田守三郎平の長男。1917年、家督を相続し、前名・龜三郎を改める。河内紡績、富田林銀行各取締役をつとめる。住所は大阪府南河内郡富田林町（現富田林市）。

## 家族・親族
田守家
- 父・三郎平（1848年 - ?）[2][3]
- 母・ヨネ（1853年 - ?、祖父三良兵衛の二女）[2][3]
- 妻・周（1881年 - ?、大阪、廣海惣太郎の妹）[2][3]
- 息子、娘[2]

親戚
- 叔母（廣海惣太郎の父惣爺の妻）[2]
- 妻の兄・廣海惣太郎[2]（肥料商、阪南銀行頭取）